# Le due sorelle (film 1973)
Le due sorelle (Sisters) è un film diretto da Brian De Palma, girato e presentato in anteprima nel 1972 e presentato poi nelle sale l'anno successivo.

## Trama
New York. La modella Danielle Bréton partecipa ad uno spettacolo televisivo basato sulle candid camera ed a fine trasmissione esce con Philip, una delle vittime dello scherzo al quale lei stessa ha partecipato. I due trascorrono la notte a casa di lei. Il giorno dopo è il compleanno di lei e sua sorella, che divide lo stesso appartamento. Philip scende in strada per comperar alcune medicine delle quali Danielle ha bisogno, e ne approfitta per comperare una torta per festeggiare il compleanno. Al suo rientro, però, la sorella di Danielle lo massacra a colpi di coltello. 
L'ex marito di Danielle, che li stava pedinando dalla sera precedente, accorre in suo aiuto facendo sparire il cadavere di Philip. Tuttavia, una giornalista che abita di fronte al loro palazzo, Grace Collier, ha fatto in tempo a vedere l'omicidio e avverte la polizia, che ispeziona il loro appartamento, senza però trovare alcuna traccia del cadavere. La giornalista non viene creduta e anzi passa per una mitomane.
Grace decide dunque di indagare e si affida a un investigatore privato. Questo scopre che Danielle ha una sorella siamese, Dominique, ma che questa è morta un anno prima, durante un'operazione chirurgica che aveva provato a dividerle. Mentre l'investigatore privato ipotizza che il cadavere di Philip sia stato messo in un divano che viene spedito in Canada, e che decide di seguire, Grace pedina Danielle ed il suo ex marito in una clinica, dove però viene scoperta e rinchiusa come se fosse una paziente.
Qui l'ex marito di Danielle, medico responsabile della clinica, la ipnotizza e la convince che non c'è stato alcun omicidio. Poco dopo però lui stesso viene ucciso da Danielle. I responsabili della clinica chiamano la polizia, che finalmente crede a Grace riguardo all'omicidio di Philip. Quando però la polizia decide di porle alcune domande, la giornalista non ricorda più nulla. In Canada intanto, l'investigatore privato, appeso a un traliccio, tiene sott'occhio il divano lasciato incustodito.

## Produzione
Per la trama del film, Brian De Palma ha tratto ispirazione da un articolo pubblicato nel 1966 dalla rivista Life, inerente appunto a un intervento di separazione di due gemelle siamesi. De Palma fu colpito in particolare dall'aspetto delle due donne: una di loro appariva esteticamente disturbante, l'altra felice e in salute. Il regista si è ispirato anche ad alcune scene di Rosemary's Baby e alla filmografia di Hitchcock per la realizzazione dell'opera.
Il film è stato girato nel territorio di New York nel 1972, principalmente nella zona di Staten Island, in un periodo di soli 8 giorni. De Palma ha scelto Bernard Herrmann come compositore dal momento che l'ascolto delle sue composizioni l'ha ispirato e accompagnato durante le riprese.

## Accoglienza
Il film ha ricevuto critiche prevalentemente positive sia nel momento della sua pubblicazione che a posteriori, venendo talvolta definito come uno dei migliori film degli anni settanta. Ciononostante, alcuni critici affermano che il film sia fra i più sottovalutati del regista a causa del suo basso budget.

## Eredità
Nel 2006 è stato pubblicato un remake omonimo del film, distribuito anche in lingua italiana con il titolo originale Sisters.